# Lesezentrum Steiermark
Das Lesezentrum Steiermark, Institut für Bibliotheksorganisation, Bibliotheksentwicklung und Lesepädagogik, ist Service- und Koordinationsstelle für das Bibliothekswesen in der Steiermark mit Sitz in Graz.
Es wurde 2005 von der steiermärkischen Landesregierung, der Diözese Graz-Seckau und dem (damaligen) Landesschulrat für Steiermark als gemeinnütziger Verein gegründet. In der Steiermark nimmt es darüber hinaus die Agenden des österreichischen Bibliothekswerks für die Diözese Graz-Seckau wahr.  
Das Lesezentrum Steiermark ist zuständig für 
- fast 200 steirischen öffentliche Bibliotheken mit etwa 1.200 Bibliothekarinnen und Bibliothekaren (zu 90 % ehrenamtlich),
- 400 Schulbibliotheken und
- etwa 40 Bibliotheken in Sonderformen (z. B. in Vereinen, Gefängnissen, Spitälern …).

(Wissenschaftliche Bibliotheken an Universitäten und Fachhochschulen gehören nicht zur Zielgruppe.)
Das Lesezentrum Steiermark unterstützt bei der Errichtung von Bibliotheken, berät beim Aufbau des Buch- und Medienbestandes, initiiert und begleitet lesemotivierende Veranstaltungen (z. B. Elternabende und Workshops zum Vorlesen und Erzählen und zur Leseförderung), sorgt für die Aus- und Fortbildung von ehrenamtlich arbeitenden Bibliothekarinnen und Bibliothekaren und trägt zur Planung und zum Aufbau eines leistungsfähigen Bibliotheksnetzes in der Steiermark bei.
Seit einigen Jahren führt es verstärkt lesepädagogische und lesefördernde Projekte für Kinder und ihre Familien im Auftrag der steiermärkischen Landesregierung durch, z. B. das Projekt Buchstart Steiermark für Kinder von 6 bis 18 Monaten, die Organisation des Steirischen Vorlesetages usw. 
Der seit 2008 vom Lesezentrum Steiermark gemeinsam mit der Pädagogischen Hochschule Steiermark, dem Buchklub Steiermark und der Bildungsdirektion für Steiermark organisierte LeseNetzWerkTag ist die an Teilnehmerzahlen gemessen größte jährlich stattfindende bibliothekarische Veranstaltung Österreichs.
Seit 2012 wird der Kinder- und Jugendliteraturpreis des Landes Steiermark jeweils bei der Herbsttagung des Lesezentrums Steiermark im November jedes geraden Jahres vergeben.  
Das Lesezentrum wird finanziell überwiegend vom Land Steiermark, Abteilung Bildung und Gesellschaft, getragen; weitere nennenswerte Finanzmittel stammen aus dem Bereich Bildung der Diözese Graz-Seckau und vom Büchereiverband Österreichs.